# Egyptisk krukförsäljerska i Giza
Egyptisk krukförsäljerska i Giza (danska: En ægyptisk pottesælgerske ved Gizeh) är en oljemålning av Elisabeth Jerichau Baumann. Enligt tavlans inskription påbörjades verket 1876 i Egypten och fullbordades 1878 i Rom. Den förvärvades 2016 av Statens Museum for Kunst i Köpenhamn.

## Målningen
Utmärkande för målningen är den sensualitet och koloristisk djärvhet som var atypisk för dåtidens danska konst. Samtidigt var den mindre präglad av etnocentrism som kännetecknade 1800-talets orientalism – en internationell konstriktning som fick sin början i Frankrike efter Napoleons invasion av Egypten 1798 och vars förgrundsgestalter var Jean-Auguste-Dominique Ingres, Eugène Delacroix och Jean-Léon Gérôme.
Bilden kännetecknas av ett kontrasterande färgschema där framför allt färgprakten på den knutna mattan är iögonfallande. Kvinnans självmedvetna blick som möter betraktarens, nakenheten under det tunna sidentyget och de exotiska smyckena ger den en sensualitet som fortfarande gör intryck. Detta mottogs dock inte väl av dåtidens danska konstetablissemang. Men idag anger Statens Museum for Kunst Egyptisk krukförsäljerska i Giza som en av museets höjdpunkter. 

## Konstnären
Jerichau Baumann var en kosmopolit, född av tyska föräldrar i Polen och tidvis bosatt i Düsseldorf, Rom, Paris och London. Hon gifte sig 1846 med den danska skulptören Jens Adolf Jerichau och paret var från 1849 i huvudsak bosatt i Köpenhamn även om de under perioder levde åtskilda, framför allt under hennes utlandsvistelser. 
Tillsammans reste paret redan på 1850-talet till Nordafrika och Mellanöstern. Hon reste utan honom till Osmanska riket inklusive Egypten 1869–1870 och 1874–1875, vid det senare tillfället tillsammans med sonen Harald Jerichau. Dessa resor inspirerade henne att porträttera orientaliska kvinnor, mest kända är Egyptisk fellahkvinna med sitt barn (1872) och Egyptisk krukförsäljerska i Giza. Tack vare sina kontakter med danska kungafamiljen som hon porträtterade och det faktum att hon var kvinna fick hon Mustafa Fazil Paschas tillåtelse att besöka hans harem. Till skillnad från sina manliga kollegor baserades hennes haremsscener sålunda på egna observationer. Däremot tros hon inte ha varit i staden Giza som nämns i tavlans titel under sin resa 1874–1875. 

## Relaterade målningar

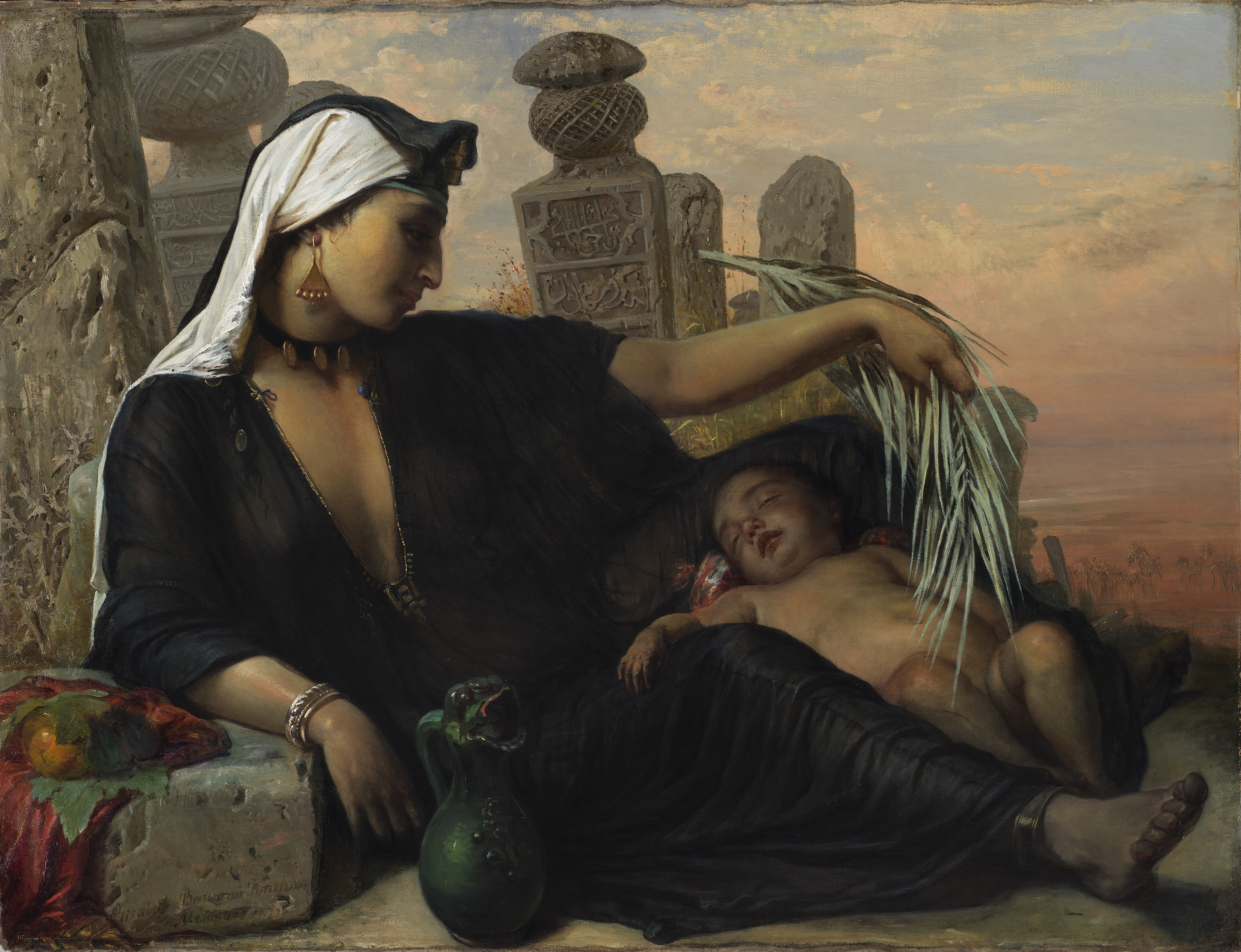
Jerichau Baumanns Egyptisk fellahkvinna med sitt barn (1872), Statens Museum for Kunst. Fellah är en egyptisk småbonde.
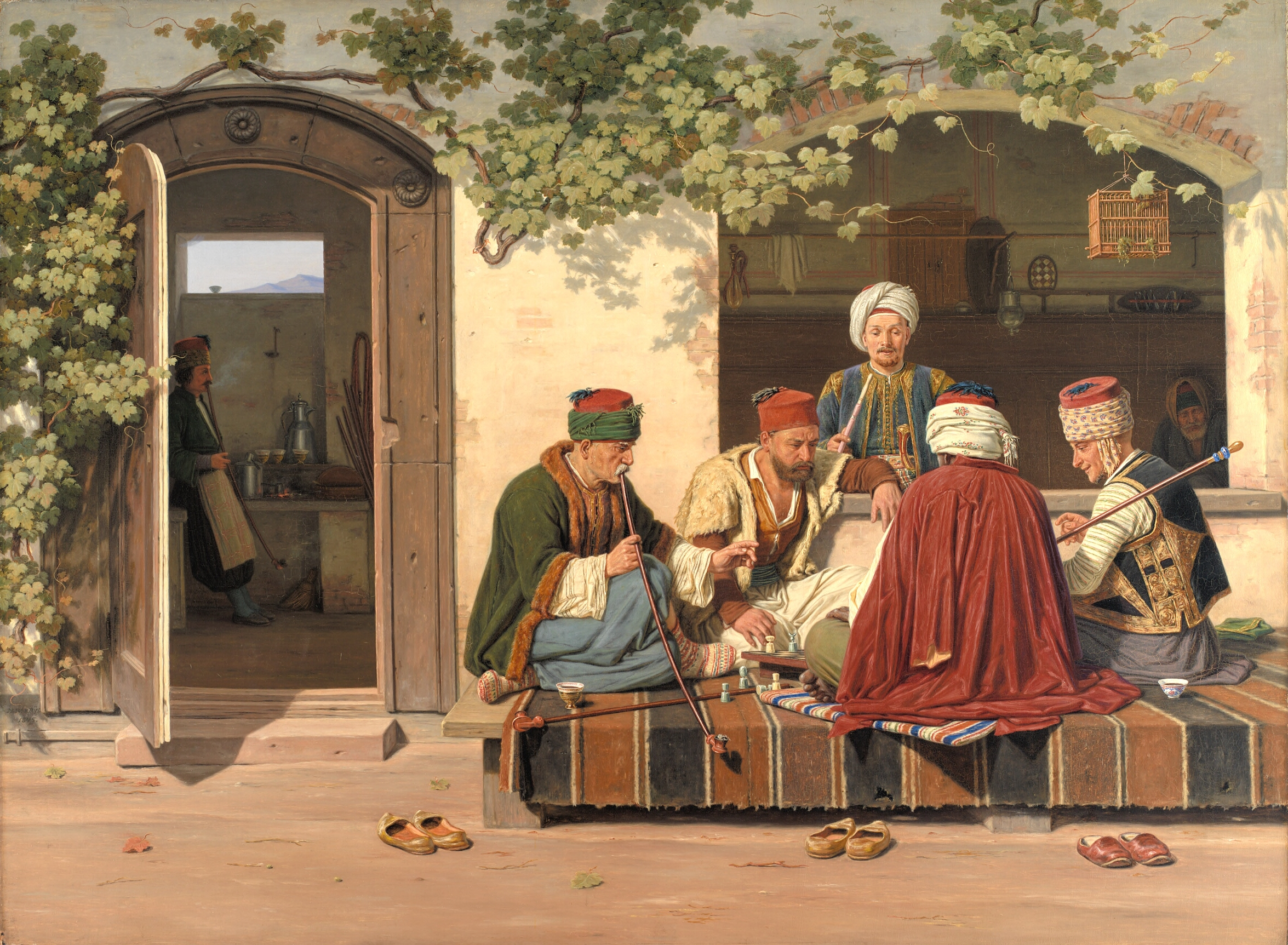
I Danmark målade även Martinus Rørbye orientaliska motiv. Schackspelare utanför ett turkiskt kaffehus (1845), Statens Museum for Kunst.